# John Fleming (Leichtathlet)
John Fleming (* 31. August 1959) ist ein ehemaliger australischer Sprinter, der sich auf den 400-Meter-Lauf spezialisiert hatte.
Beim Leichtathletik-Weltcup 1981 in Rom wurde er mit der ozeanischen Mannschaft Achter in der 4-mal-400-Meter-Staffel.
Im Jahr darauf gewann er bei den Commonwealth Games 1982 in Brisbane Silber mit der australischen 4-mal-400-Meter-Stafette.
Seine persönliche Bestzeit von 46,22 s stellte er am 20. Dezember 1980 in Canberra auf.